# Gigantes de Carolina Fútbol Club
Maillots
Le Gigantes de Carolina Fútbol Club, plus couramment abrégé en Gigantes de Carolina, est un club portoricain de football fondé en 1998 et basé dans la ville de Carolina, sur l'île de Porto Rico.
Le club fait partie du club omnisports du même nom (dont il existe des branches de baseball et de volley-ball).

## Histoire
Le club est affilié au club argentin du Club Atlético Boca Juniors (dont ses couleurs sont inspirées).
Les Gigantes de Carolina font leur grands débuts en championnat de Porto Rico (PRSL) le 6 juillet 2008 lors d'un match nul 2-2 contre le Guaynabo Fluminense. Lors de son second match, l'équipe remporte sa première victoire (5-1) contre les Tornados de Humacao, avant de remporter sa seconde victoire consécutive la semaine suivante le 19 juillet 2008 contre les Caguas Huracán. Lors de leur quatrième match, l'équipe connait sa première défaite contre le Club Atlético River Plate Porto Rico (3-1).

## Personnalités du club

### Présidents du club
- Esdras Cruz Strazzara

### Entraîneurs du club
- Ricardo Romano